# MMD-2
Mina Morska Denna 2 (MMD-2) – polska mina morska. 
MMD-2 wyposażona jest w zapalnik niekontaktowy reagujący na pole akustyczne (kanał dyżurny), hydrodynamiczne i/lub magnetyczne (kanał bojowy) wytwarzane przez obiekty pływające. Stawiana z okrętów nawodnych, może zwalczać okręty nawodne i podwodne znajdujące się w położeniu nawodnym.
MMD-2 była produkowana przez OBR CTM w Gdyni. Produkcję rozpoczęto w 1995 roku. Do 2001 roku dostarczono PMW 252 miny bojowe i 12 min ćwiczebnych. Planowano dostawę 500 min bojowych MMD-2 do końca 2006 roku.

## Dane taktyczno-techniczne
- Masa: 640 kg
- Masa materiału wybuchowego: 400 kg
- Długość: 1815 mm
- Średnica: 572 mm
- Maksymalna głębokość ustawiania: 50 m
- Czas pracy: od 1 do 1023 dób